# وادی شارقه
 وادی شارقه  (در عربی:  وادی الشارقة ) روستایی از توابع شهرستان  بخاء  در شبه‌جزیره و استان مسندم در کشور پادشاهی عمان است، ویکی از (نقاط دیدنی سلطنت عمان) به شمار می آید. 
این روستا در کرانهٔ دریای عمان واقع شده‌است. این روستا ته دره ای قرار دارد.

## جمعیت
جمعیت آن ۹۷ نفر (8 خانوار) است که از اهل سنت و مالکی مذهب هستند. مردم این روستا از راه کشاورزی و دامداری گذران زندگی می‌کنند. همچنین از کوههای اطراف هیزم جمع می‌کنند و زغال تهیه می‌کنند، باضافه زغال هیزم نیز می‌فروشند.